# نادي تامبيرين بيرينتو لكرة السلة
نادي تامبيرين بيرينتو لكرة السلة (بالفنلندية: Tampereen Pyrintö) هو فريق كرة سلة فنلندي تأسس في سنة 1941 يقع مقره في تامبيري. يلعب في الدوري الفنلندي لكرة السلة.

## الإنجازات
- الدوري الفنلندي لكرة السلة: 3

البطولة: 2010، 2011، 2014
الوصافة: 1958، 1980، 1981، 2001، 2016
الثالث: 2009
- كأس فنلندا لكرة السلة: 2

البطولة: 1969، 2013
الوصافة: 2000، 2009، 2011
- دوري البلطيق لكرة السلة

المركز الرابع: 2014

## أبرز اللاعبين
من أبرز اللاعبين الذين لعبوا معه:
- إريك واشنطن
- ريكي مينارد
- شون مايرز

## وصلات خارجية
- الموقع الرسمي